# Людина з краю пекла
«Людина з краю пекла» (англ. The Man from Hell's Edges, також відомий як Ель Лобо) — докодексовий вестерн 1932 року, режисера та сценариста Роберта Н. Бредбері для компанії Trem Carr Pictures. Фільм вийшов у США 15 червня 1932 року.

## Сюжет
Прагнучи помсти за вбивство батька, Боб Вільямс, також відомий як Флеш Меннінг, (Боб Стіл) потрапляє до в'язниці, де починає товарищувати з бандитам, які винні в смерті батька.

## Актори
| Актор                | Роль          |
| -------------------- | ------------- |
| Боб Стіл             | Боб Вільямс   |
| Джуліан Ріверо       | Лобо          |
| Ненсі Дрексель       | Бетті         |
| Роберт Гоманс        | шериф         |
| Джордж «Габбі» Гейес | Шемрок Кейссі |
| Гілберт Голмс        | Галф Пінт     |
| Перрі Мердок         | Джо Данті     |